# Campeonato Angolano de Hóquei em Patins
O Campeonato Angolano de Hóquei em Patins é a maior competição de clubes Angolanos da modalidade, e actualmente também a maior em África.
Nesta competição, as equipas de clubes de Luanda (Associação de Patinagem da Província de Luanda) têm dominado por completo, mas ao longo dos anos têm competido, regularmente, clubes de Lobito, Namibe, Bié e outras províncias. 

## Lista de vencedores
| Ano  | Campeão                   | Vice Campeão              | Res.                |
| ---- | ------------------------- | ------------------------- | ------------------- |
| 2018 |                           |                           |                     |
| 2017 |                           |                           |                     |
| 2016 | CD 1º de Agosto           | Académica de Luanda       | 3–5 4–3 5–2 5–1     |
| 2015 | CD 1º de Agosto           | Académica de Luanda       | 4–2 1–0 2–0         |
| 2014 | Académica de Luanda       | CD 1º de Agosto           | 7–1 2–4 3–5 3–2 6–1 |
| 2013 | Académica de Luanda       | GD Juventude Viana        | 3–6 6–0 2–3 7–4 3–2 |
| 2012 | Académica de Luanda       | GD Juventude Viana        | 5–2 4–1 2–0         |
| 2011 | GD Juventude Viana        | Atlético Petróleos Luanda | 1–3 4–2 3–1 2–1     |
| 2010 | Académica de Luanda       | GD Juventude Viana        | 2–1 4–3             |
| 2009 | Académica de Luanda       | Atlético Petróleos Luanda | 4–2 6–4 7–4         |
| 2008 | GD Juventude Viana        | Atlético Petróleos Luanda | 2–1 3–2 5–2         |
| 2007 | GD Juventude Viana        | Atlético Petróleos Luanda | 2–1                 |
| 2006 | GD Juventude Viana        | Atlético Petróleos Luanda | 2–3 4–2 2–0 5–1     |
| 2005 | Atlético Petróleos Luanda | GD Juventude Viana        | 2–1 4–3 3–1         |
| 2004 | Atlético Petróleos Luanda | GD Juventude Viana        | 5–4 3–4 6–5 4–2     |
| 2003 | Atlético Petróleos Luanda | GD Banca                  | 4–3 4–2             |
| 2002 | Atlético Petróleos Luanda | GD Banca                  | 2-1                 |
| 2001 | Atlético Petróleos Luanda | GD Banca                  | 2-0                 |
| 2000 | Atlético Petróleos Luanda |                           |                     |
| 1999 | Atlético Petróleos Luanda |                           |                     |
| 1998 | Atlético Petróleos Luanda |                           |                     |
| 1997 | GD ENAMA Viana            |                           |                     |
| 1996 | GD ENAMA Viana            |                           |                     |
| 1995 | GD ENAMA Viana            |                           |                     |
| 1994 | Atlético Petróleos Luanda |                           |                     |
| 1993 | FC Luanda                 |                           |                     |
| 1992 | GD ENAMA Viana            |                           |                     |
| 1991 | Leões de Luanda           |                           |                     |
| 1990 | Leões de Luanda           |                           |                     |
| 1989 | Leões de Luanda           |                           |                     |
| 1988 | CD 1º de Agosto           |                           |                     |
| 1987 | Sporting Clube Luanda     |                           |                     |
| 1986 | Sporting Clube Luanda     |                           |                     |
| 1985 | Sporting Clube Luanda     |                           |                     |
| 1984 | Atlético Petróleos Luanda |                           |                     |
| 1983 | Sporting Clube Luanda     |                           |                     |
| 1982 | Sporting Clube Luanda     |                           |                     |
| 1981 | Sporting Clube Luanda     |                           |                     |
| 1980 | Atlético Petróleos Luanda |                           |                     |
| 1979 | Cassenda                  |                           |                     |
| 1978 | Atlético de Luanda        |                           |                     |

## Número de campeonatos por Clube
| Clube                     | Campeonatos |
| ------------------------- | ----------- |
| Atlético Petróleos Luanda | 11          |
| Sporting Clube Luanda     | 6           |
| Académica Luanda          | 5           |
| GD Juventude de Viana     | 4           |
| GD ENAMA Viana            | 4           |
| Leões de Luanda           | 3           |
| CD 1º de Agosto           | 3           |
| FC Luanda                 | 1           |
| Cassenda                  | 1           |
| Atlético de Luanda        | 1           |
| TOTAL                     | 39          |

## Ligações Externas

### Sítios Angolanos
- Federação Angolana de Hóquei Patins
- Petro de Luanda
- Primeiro de Agosto

- ANGOP, Angência Angola Press com atualidade do Hóquei Patins neste País

### Internacional
- Ligações ao Hóquei em todo o Mundo
- Mundook-Actualidade Mundial do Hóquei Patinado (em Português)
- Cumhoquei-Actualidade Mundial do Hóquei Patinado (em Português)